# Museo de las Alhajas en la Vía de la Plata
El Museo 'Alhajas en la Vía de la Plata' estuvo situado en el centro de La Bañeza (León), cerca de la Plaza Mayor, en un edificio modernista de principios del siglo XX, conocido como la “Casa de doña Josefina”.

## Historia
Su creación fue fruto del convenio suscrito entre la familia Carvajal-Cavero, propietaria de la colección, y el Ayuntamiento de la ciudad. Dicha colección, formada a lo largo de más de cuatro décadas, estaba integrada por más de 3.000 piezas de joyería (siglos XVI a XVIII) e indumentaria (siglo XIX) tradicional española, especialmente de la Vía de la Plata y de León.
Fue inaugurado el 25 de marzo de 2011.
A principios de febrero de 2012, el Museo alcanzó las 5.000 visitas; y durante los días 30 de junio, y 1 y 2 de julio de este mismo año, fue sede del Primer Congreso Europeo de Joyería.
El Museo de las Alhajas cerró sus puertas en 2020.

## Exposición
El Museo de las Alhajas, cuya exposición se renovaba por completo cada año, constaba de siete salas:
- Sala infantil (Sala I), en la que se podía contemplar la indumentaria popular que usaban los niños, y piezas de joyería tales como amuletos de protección o sonajeros de plata, entre otras.

- Sala de mocedad (Sala II), que mostraba la indumentaria y la joyería que lucía la juventud para resaltar su belleza.

- Sala de adultos (Sala III), con trajes más ricos en abalorios, sedas y bordados.

- Salas de joyería (Salas IV, V, VI y VII), en las que se podían apreciar piezas de azabache (rosarios, collares, higas…); pendientes de arracada y de calabaza,[7] entre otros; collaradas,[8] coraladas (grandes collares de coral)…

Elemento importante de esta indumentaria popular era el tradicional mantón de Manila. El Museo contaba con una significativa colección de Manilas (incluidos mantones con caritas de marfil y de nácar), parte de la cual podía contemplarse en la exposición.

## Servicios del Museo
Visitas guiadas
Tienda: libros sobre las piezas del Museo, réplicas de joyas de la colección (collares, pendientes, medallas...) y souvenirs (bolígrafos, postales, marcapáginas).